# Žďár (okres Rakovník)
Obec Žďár (německy Schaar) se nachází v okrese Rakovník ve Středočeském kraji, zhruba 4,5 km jjz. od Jesenice a 20 km zjz. od Rakovníka. Žije zde 126 obyvatel.

## Historie
První písemná zmínka o vsi (Zdiar) pochází z roku 1558.

### Územněsprávní začlenění
Dějiny územněsprávního začleňování zahrnují období od roku 1850 do současnosti. V chronologickém přehledu je uvedena územně administrativní příslušnost obce v roce, kdy ke změně došlo:
- 1850 země česká, kraj Cheb, politický okres Žatec, soudní okres Jesenice[4]
- 1855 země česká, kraj Žatec, soudní okres Jesenice
- 1868 země česká, politický okres Podbořany, soudní okres Jesenice
- 1939 Sudetenland, vládní obvod Karlovy Vary, politický okres Podbořany, soudní okres Jesenice[5]
- 1945 země česká, správní okres Podbořany, soudní okres Jesenice[6]
- 1949 Karlovarský kraj, okres Podbořany[7]
- 1960 Středočeský kraj, okres Rakovník
- 2003 Středočeský kraj, obec s rozšířenou působností Rakovník

## Obyvatelstvo
Při sčítání lidu v roce 1921 zde žilo 169 obyvatel (z toho 87 mužů), z nichž bylo dvacet Čechoslováků a 149 Němců. Až na jednoho evangelíka a dva členy církve izraelské se ostatní hlásili k římskokatolické církvi. Podle sčítání lidu z roku 1930 měla vesnice 184 obyvatel: 33 Čechoslováků a 151 Němců. Kromě jednoho žida byli římskými katolíky.

## Části obce
Obec Žďár se skládá ze dvou částí na dvou katastrálních územích:
- Otěvěky (i název k. ú.)
- Žďár (k. ú. Žďár u Rakovníka)

## Pamětihodnosti
- Kaple svatého Martina, v parku na návsi
- Socha svatého Jana Nepomuckého na návsi

## Doprava
Dopravní síť
- Pozemní komunikace – Obcí prochází silnice I/27 Plzeň–Most. V obci končí silnice II/206 Stvolny–Žďár.
- Železnice – Železniční trať ani stanice na území obce nejsou.

Veřejná doprava 2011
- Autobusová doprava – V obci měly zastávku autobusové linky jedoucí např. do těchto cílů: Čistá, Jesenice, Kralovice, Most, Plzeň, Podbořany, Rakovník, Teplice, Ústí nad Labem, Žatec.